# Luofu Shan
Das Luofu-Gebirge oder Luofu Shan (chinesisch 羅浮山 / 罗浮山, Pinyin Luófú Shān) ist ein Gebirge im Norden der südchinesischen Provinz Guangdong am nördlichen Ufer des Dong Jianges (東江 / 东江,  Dōng Jiāng – „Ostfluss“). 
Es ist einer der heiligen Berge Chinas und eine wichtige Stätte des Daoismus. Der daoistische Tempel Chongxu Guan (沖虛觀 / 冲虚观) im Kreis Boluo (博羅縣 / 博罗县,  Bóluó Xiàn) liegt im Luofu-Gebirge.